# Sikhong Sekmai
Sikhong Sekmai é uma cidade e uma nagar panchayat no distrito de Thoubal, no estado indiano de Manipur.

## Demografia
Segundo o censo de 2001, Sikhong Sekmai tinha uma população de 6117 habitantes. Os indivíduos do sexo masculino constituem 49% da população e os do sexo feminino 51%. Sikhong Sekmai tem uma taxa de literacia de 54%, inferior à média nacional de 59.5%: a literacia no sexo masculino é de 67% e no sexo feminino é de 40%. Em Sikhong Sekmai, 16% da população está abaixo dos 6 anos de idade.